# Ярослав Качински
Яро̀слав Александер Качѝнски (на полски: Jarosław Aleksander Kaczyński) е полски политик, по образование юрист, доктор на юридическите науки.
В периода на Полската народна република деец на демократичната опозиция, в периода 1989 – 1991 година сенатор I мандат, в годините 1991 – 1993 и от 1997 депутат в Сейма I, III, IV, V, VI, VII и VIII мандат, основател и председател на политическите партии Споразумение Център (1990 – 1997) и Право и справедливост (2003 – ), министър-председател на Полша (2006 – 2007). Брат близнак на покойния президент на Полша – Лех Качински.

## Биография

### Произход и образование
Ярослав Качински е роден на 18 юни 1949 г. в град Варшава, Полша. Неговият баща Раймунд е ветеран от Варшавското въстание срещу националсоциалистите през 1944 г. Като малък Качински и брат му изпълняват главните роли във филма от 1962 г. „За двамата, които откраднаха Луната“. През 1967 г. завършва Лицея „Николай Коперник“ в полската столица и се записва да следва право във Варшавския университет, където през 1976 г. защитава докторат на тема „Ролята на колегиалните органи в управлението на висшите учебни заведения“. В периода 1970 – 1980 г. участва в неформалния семинар на своя научен ръководител, проф. Станислав Енрлих, посветен на проблема за независимостта на Полша от политиката на Съветския съюз. В периода 1971 – 1976 г. работи в Института за политически науки и висше образование. Преподава във филиала на Варшавския университет в Бялисток от 1977 до 1981 г., след което е назначен в Центъра за социални изследвания на „Солидарност“ за регион Мазовше.

### Професионална и политическа кариера
Още като студент Качински участва в мартенските протести от 1968 г. От 1976 г. работи активно в Комитета за защита на работниците, подпомага събирането на информация за репресиите на властта срещу стачкуващите работници. От 1979 г. работи в редакцията на независимото списание „Глас“. Ангажира се с дейността на Независимия профсъюз „Солидарност“. От 1982 г. членува в Хелзинкския комитет в Полша. През 1989 г. участва в преговорите на кръглата маса в комисията политически реформи и подкомисията по въпросите на правната система и съдилищата. През 1989 г. става главен редактор на „Седмичник Солидарност“.
Той е депутат в парламента от 1991 до 1993 г. Качински е създател на Съюз „Център“ и председател на партията от 1990 до 1998 г. През 2001 г. заедно с брат си Лех Качински основава социално консервативната партия „Право и справедливост“, която под негово ръководство печели парламентарните избори през 2005 г. Като министър-председател от юли 2006 до ноември 2007 г. Качински си печели репутация на борец с корупцията и бюрокрацията.